# NGC 7433
NGC 7433 is een spiraalvormig sterrenstelsel in het sterrenbeeld Pegasus. Het hemelobject werd op 12 oktober 1855 ontdekt door de Ierse astronoom William Parsons.

## Synoniemen
- MCG 4-54-3
- ZWG 475.6
- VV 84
- PGC 70112